# Villa del Rosario (Entre Ríos)
Villa del Rosario es un municipio del distrito Mandisoví del departamento Federación, en la provincia de Entre Ríos, República Argentina. El municipio comprende la localidad del mismo nombre, con categoría de villa, y un área rural. Cuenta con una población aproximada de 4000 habitantes. Su principal actividad productiva es la citricultura, en segundo lugar, la ganadería, forestación, horticultura, agricultura y apicultura.
Se encuentra a 9 km del río Uruguay, cerca de la desembocadura del río Mocoretá y de la represa de Salto Grande, y a 23 km al norte de la ciudad de Federación.

## Historia del origen de Villa del Rosario
Se pueden identificar tres etapas. Una primera etapa pautada por el proceso de colonización, una segunda caracterizada por la formación de la comunidad y una tercera centrada en el proceso de autarquía. En cuanto a la colonización es una etapa estrechamente ligada al proceso desarrollado en Villa Libertad, hoy Chajarí. Territorialmente así queda documentado pues la actual Villa del Rosario perteneció al ejido de la Colonia Villa Libertad desde 1877. Es hacia los años 1877 y 1878 que llegan las primeras familias de una sufrida Italia, sumida en una crisis económica y social. A partir de 1890 que se comenzará a hablar de "Villa del Rosario", una población que contará poco a poco con un templo, la escuela, el cementerio. Son los orígenes estructurales del pequeño núcleo poblacional. 

### Municipio y su ejido
En la segunda etapa de formación de la comunidad. A partir de 1961 se dotará de estructura política propia, segregándose de la antigua Villa Libertad (Chajarí). A la cabeza de este movimiento estuvieron los vecinos liderados por el cura párroco Abecia. Fue el primer intendente y apoyado por sus vecinos pautó el perfil y la identidad actual de Villa del Rosario.
La ley n.º 1875 de 1872 que mandó fundar Villa Libertad (luego llamada Chajarí) estableció que su ejido debía ser de cuatro leguas cuadradas, pero se amplió esa colonia en 3 leguas cuadradas en 1877 abarcando la zona de Villa del Rosario. Al establecerse el municipio el 20 de junio de 1889 Villa Libertad tenía 11 leguas cuadradas de ejido tras haber incorporado la Colonia Ensanche Sauce. El 19 de septiembre de 1961 fue sancionada la ley n.º 4381 -promulgada el 26 de septiembre de 1961- que aprobó la creación del municipio de Villa del Rosario y restableció el ejido originario de Chajarí de 4 leguas cuadradas. El municipio de 2.ª categoría de Villa del Rosario fue creado el 6 de octubre de 1961 por decreto 5578/1961 MGE con un ejido de 3 leguas cuadradas (13 300 ha).
Mediante la ley n.º 9004 sancionada el 11 de abril de 1996 y promulgada el 29 de abril de 1996 fue ampliado el ejido del municipio de Villa del Rosario incorporando la suprimida junta de gobierno de Colonia Santa Eloísa y parte de la de Colonia La Matilde, que había sido parte de la Colonia Ensanche Sauce.

ARTICULO 1°.- Amplíanse los Ejidos Municipales de:
 a) Villa del Rosario (Departamento Federación), al que se agrega: Colonia "Santa Eloisa" y parte de Colonia "La Matilde".
 b) Santa Ana (Departamento Federación), al que se agrega: Colonia "Ensanche Sauce" y parte de Colonia "La Matilde".
 c) Los límites entre las ampliaciones de ambos Municipios serán la prolongación de la denominada Avenida 25 de Mayo de Villa del Rosario hasta la costa del Lago de "Salto Grande", y al Oeste la prolongación de la línea del límite actual hasta su intersección con la Avenida mencionada anteriormente.

El centro rural de población de Colonia La Matilde había sido creado por decreto n.º 3421/1986 MGJE del 11 de agosto de 1986 y el de Colonia Santa Eloísa por decreto n.º 3767/1986 MGJE del 25 de agosto de 1986. La Colonia La Matilde fue parte de la Colonia Villa Libertad y del ejido de Chajarí hasta 1961.

## Parroquias de la Iglesia católica en Villa del Rosario
| Diócesis   | Concordia                  |
| ---------- | -------------------------- |
| Parroquias | Nuestra Señora del Rosario |